# Антоний Августин
Антоний Августин (26 февраля 1517, Сарагоса — 31 мая 1586, Таррагона) — архиепископ таррагонский, известный богослов-юрист.
На Тридентском соборе он был окружён всеобщим вниманием и уважением благодаря богословской и юридической своей эрудиции. Он один из первых начал заниматься в Испании изучением римского права, и его многочисленные сочинения были известны всей Европе и несколько раз перепечатывались. Особенно выдающимся, доставившим ему славу, было его сочинение «Emendationum et opinionum juris civilis libri IV», (Лунд., 1544, in fol.), в котором он показал себя знатоком римских древностей и приложением их дал толкование многим положениям римского права.